# Peter van Bueren

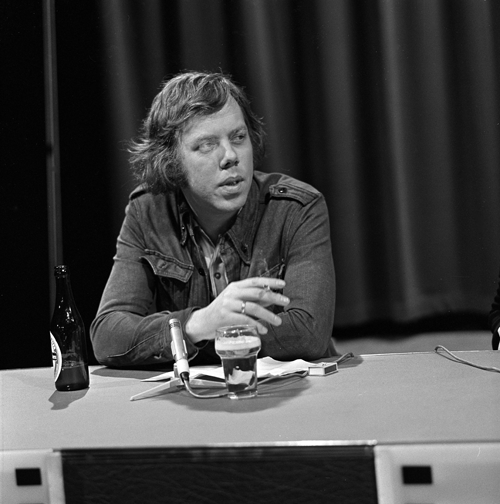
Peter van Bueren in Voor een briefkaart op de eerste rang (1974)

Peter van Bueren (Amsterdam, 19 maart 1942 – aldaar, 26 maart 2020) was een Nederlands filmcriticus.
Van Bueren studeerde politieke en sociale wetenschappen en begon in 1963 bij het dagblad De Tijd. In 1968 bezocht hij voor het eerst het Filmfestival van Cannes. Hij stapte in 1976 over naar de Volkskrant waar hij na drie jaar Bob Bertina opvolgde. Decennia lang was hij een van de meest toonaangevende filmcritici van Nederland.
Eind jaren negentig raakte hij met de hoofdredactie van de Volkskrant in conflict. Een poging om Van Bueren binnen de krant naar een andere redactie over te plaatsen mislukte, maar hij kreeg tv-criticus Ronald Ockhuysen boven zich als Chef Filmredactie. In 2002 ging hij op 60-jarige leeftijd met pensioen. Tijdens het International Film Festival Rotterdam van dat jaar kreeg hij een lifetime achievement award.
Hij was in 1982 een van de oprichters van de Kring van Nederlandse Filmjournalisten.
Van Bueren had een rubriek in het programma Radio Bergeijk. Hij is te zien in de documentaire Parradox (2010) van In-soo Radstake over Pim de la Parra, en in Ongoing Smile (2013) van Mohsen Makhmalbaf. In 2014 werd de eerste Louis Hartlooper Oeuvreprijs voor de Filmjournalistiek aan hem toegekend.